# Onésimo Silveira
Onésimo Silveira (Mindelo, 1935, 29 d'abril, 2021) fou un polític, diplomat i escriptor de Cap Verd.

## Biografia
Com a jove poeta, Silveira va ser una de les crítiques més destacades de l'elit literària a Cap Verd. Silveira es va associar amb les opinions del grup "Claridade" i va argumentar a favor d'una identitat cultural africana de les illes.
Silveira va estudiar a Uppsala, Suècia durant la dècada del 1960, havent passat un temps a la República Popular de la Xina. A Uppsala va mantenir lligams estrets amb el Comitè Sud-africà de la ciutat, que va ser crucial per a la seva iniciació en el treball solidari amb el Partit Africà per la Independència de Guinea i Cap Verd (PAIGC) a Suècia. Esdevingué el representant del PAIGC a Suècia. Silveira va fer nombroses visites a Noruega, on va establir bones relacions amb el Consell Noruec per Àfrica i el Partit Laborista Noruec, i va tenir un paper important en assegurar-se el reconeixement oficial noruec al PAIGC en 1972. També va representar al PAIGC durant les seves visites a Finlàndia.
Silveira va dimitir del seu càrrec com a representant del PAIGC a Suècia en novembre de 1972. Segons el PAIGC, el seu acomiadament va ser una acció disciplinària a causa del fracàs de Silveira d'assistir a una reunió a Guinea Conakry. Tanmateix, l'organització va expressar el seu agraïment a Silveira pel seu treball d'establir relacions entre Suècia i el PAIGC. Silveira va ttreballar més tard per les Nacions Unides, representant l'ONU en països com Somàlia, Angola i Moçambic.
Amb l'arribada del multipartidisme a Cap Verd en la dècada del 1990, Silveira es va tornar hostil al PAICV (PAICV). En novembre de 1998 va crear el seu propi partit polític, el Partit de Treball i Solidaritat (PTS), amb el que fou escollit alcalde de la vila de Mindelo. A les eleccions legislatives de Cap Verd de 2006 fou elegit diputat amb el PAICV.

## Obres
- Toda a gente fala; sim, senhor. Sá da Bandeira: Publicações Imbondeiro, 1960.
- Hora grande; poesia caboverdiana. Nova Lisboa: Publicações Bailunda, 1962.
- Consciencializac̦ão na literatura caboverdiana. Lisboa: Edic̦ão da Casa dos Estudantes do Império, 1963.
- Africa South of the Sahara: Party Systems and Ideologies of Socialism. Stockholm: Rabén och Sjögren, 1976.
- A saga das as-secas e das graças de nossenhor. Portugal: Publicações Europa-América, 1991
- A tortura em nome do partido único: o PAICV e a sua polícia política : [depoimentos]. [S. Vicente, Cabo Verde]: Edições Terra Nova e Ponto & Vírgula, 1992.
- Contribuição para a construção da democracia em Cabo Verde, (Intervenções). Gráfica do Mindelo, 1994.
- A democracia em Cabo Verde. Extra-colecção. Lisboa: Edições Colibri, 2005.
- Roque, Fátima, Joaquim Alberto Chissano, Onésimo Silveira, i António de Almeida Santos. África, a NEPAD e o futuro. Luanda, Angola: Texto Editores, 2007.
- Poemas do tempo de trevas: Saga (poesia inédita e dispersa) Hora grande (reedição). Praia: Instituto da Biblioteca Nacional e do Livro, 2008.